# 海洋感覺

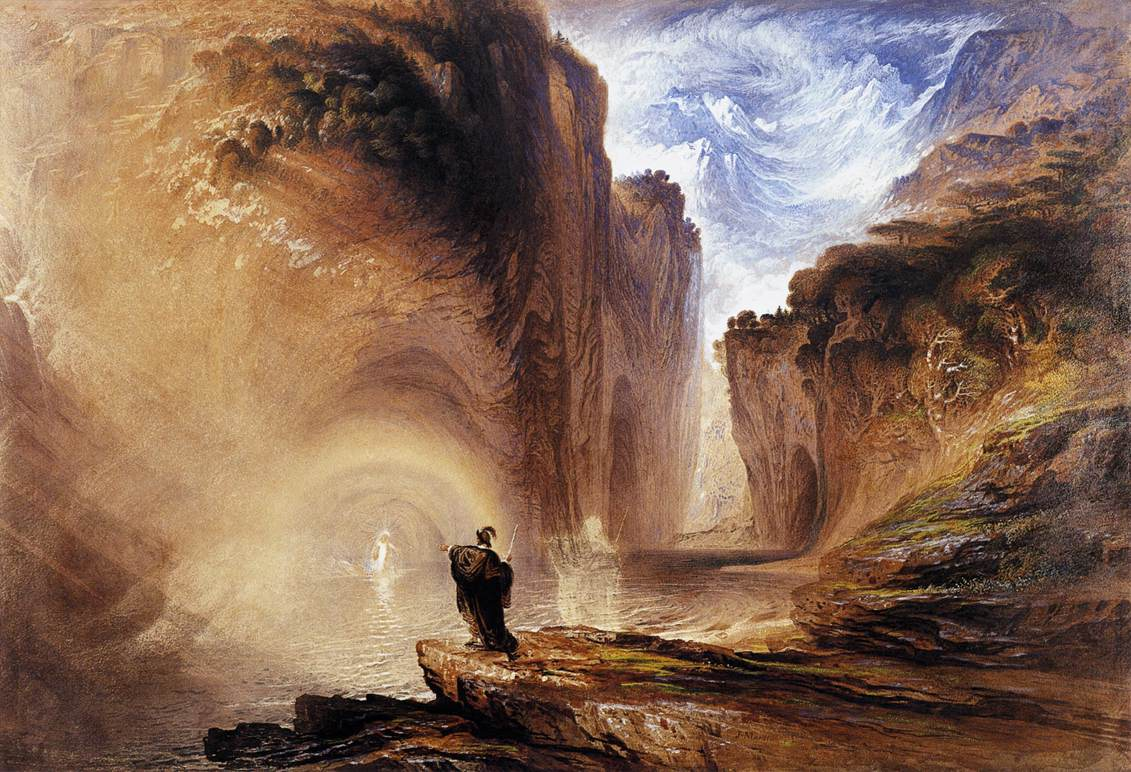
所有宗教的原動力

海洋感覺，是一個源自罗曼·罗兰，後來被西格蒙德·弗洛伊德廣泛提出的一個心理用詞，主要用來形容一種＂感到無界限，猶如海洋的感覺＂，特別適用於宗教信仰中。罗兰提出，海洋感覺是所有宗教信仰的原動力，讓人們感覺到外在與內在無間斷的連結。